# Wiatrowice (Tropie)
Wiatrowice – część wsi Tropie w Polsce, położona w województwie małopolskim, w powiecie nowosądeckim, w gminie Gródek nad Dunajcem.
Dawniej była to wieś nad Jeziorem Czchowskim, w Małopolsce. Do 1772 własność klucza Tropie. Szlachta osiadła Wiktorowie herbu Brochwicz do pocz. XIX wieku W roku 1898 powiat sądowy w Nowym Sączu w kraju Galicja. Wiatrowice stanowiły obszar dworski, obejmujący 118 mieszkańców oraz 22 domy. Powierzchnia wsi wynosiła 0,92 km² (93 ha). Obszar dworski zniesiono w 1919 roku i włączono do gminy jednostkowej Tropie. W 1934 z gminy tej powstała gromada Tropie w nowo utworzonej zbiorowej gminie Kobyle-Gródek.